# Ōkurayama
L'Ōkurayama (nome ufficiale in giapponese: 大倉山シャンツェ, Ōkurayama-shantse?, "trampolino del monte Ōkura") è un trampolino situato a Sapporo, in Giappone.

## Storia
Fu costruito nel 1969 al fine di ospitare le gare di salto dal trampolino lungo degli XI Giochi olimpici invernali; quelle dal trampolino normale e di combinata nordica si disputarono sul Miyanomori. In seguito l'impianto ha ospitato alcune gare dei Campionati mondiali di sci nordico 2007, oltre a numerose tappe della Coppa del Mondo di combinata nordica e della Coppa del Mondo di salto con gli sci.

## Caratteristiche
All'epoca delle Olimpiadi il trampolino aveva un punto K 90; in seguito è stato ristrutturato e ora ha un punto K 123, per cui è un trampolino lungo (HS 137). Il primato ufficiale di distanza, 148,5 m, è stato stabilito dal polacco Kamil Stoch, il primato femminile dalla giapponese Sara Takanashi (141 m nel 2011).